# Gliese 674
Gliese 674 – jedna z najbliższych Układowi Słonecznemu gwiazd, klasyfikowana jako czerwony karzeł. Znajduje się ona w gwiazdozbiorze Ołtarza, w odległości ok. 15 lat świetlnych od Słońca. Jej jasność wizualna to 9,38m, jest ona zatem niewidoczna gołym okiem, mimo niewielkiej odległości.

## Właściwości fizyczne
Gl 674 należy do typu widmowego M3,0V. Temperatura powierzchni tej gwiazdy to 3600 (±100) K. Posiada on masę ok. 0,36 masy Słońca i promień równy 0,41-0,43 promienia Słońca. Jego jasność to zaledwie 0,0032 jasności Słońca.
Wokół Gliese 674 po ciasnej orbicie krąży planeta Gliese 674 b, 12 razy masywniejsza od Ziemi (0,037 masy Jowisza).